# میگل چابس
میگل چابس (اسپانیایی: Miguel Chaves‎؛ زادهٔ ۱۰ فوریهٔ ۱۹۵۵) بازیکن هاکی روی چمن اهل اسپانیا بود.